# イリヤ・ストゥーペル
イリヤ・ストゥーペル（Ilya Stupel, 1949年12月13日 - ）は、リトアニア出身の指揮者。
ヴィリニュスの生まれ。3歳でピアノをはじめ、地元の音楽院で学んだが、1957年にポーランドに移住してカトヴィツェのポーランド国立放送交響楽団でボフダン・ヴォディチコの助手を務めた。1968年にはスウェーデンに移り、デンマークやイタリアなどを巡ってピアノ、指揮法や作曲等の勉強を重ね、マルメ市立劇場の指揮者となった。その後はマルメ、ストックホルム、エーテボリ、コペンハーゲン、オールボー、オーフスなどの北欧の各都市のオーケストラに客演を重ね、アメリカ、スペイン、ドイツ、フランスなどにも足を延ばした。1990年にはウッチのアルトゥール・ルービンシュタイン・フィルハーモニー管弦楽団の音楽監督に就任した。